# Noel Arambulet
Noel Arambulet est un boxeur vénézuélien né le 18 mai 1974 dans l'État de Falcón.

## Carrière
Passé professionnel en 1996, il remporte le titre vacant de champion du monde des poids pailles WBA le 9 octobre 1999 en battant aux points Joma Gamboa. Arambulet perd le combat revanche le 20 août 2000 puis redevient champion WBA en détrônant le japonais Keitaro Hoshino le 29 juillet 2002. Après 3 défenses victorieuses de son titre  , il cède définitivement cette ceinture le 3 juillet 2004 en s'inclinant aux points contre Yutaka Niida.